# Christian Günther (Schriftsteller)
Christian Günther (* 28. Juni 1974 in Bielefeld) ist ein deutscher Schriftsteller und Illustrator.

## Leben und Werk
Christian Günther machte 1993 sein Abitur am Gymnasium Oerlinghausen. Nach dem Wehrdienst absolvierte er eine Ausbildung zum Verlagskaufmann. Von 1992 bis 2000 arbeitete er für verschiedene Magazine aus dem Bereich der Fantasy-Rollenspiele und schrieb dort Artikel, Rezensionen und Rollenspiel-Abenteuer.
Im Jahr zog er 1999 nach Hamburg, seit 2007 lebt er in der Nähe von Buxtehude. Neben seiner Tätigkeit als Schriftsteller arbeitet Günther als selbstständiger Mediengestalter.
Günther schreibt hauptsächlich in den Genres Fantasy und Science-Fiction. Neben seinen Romanen veröffentlichte er zahlreiche Kurzgeschichten in verschiedenen Anthologien. Darüber hinaus arbeitet er als Illustrator und hat bereits mehr als 200 Buchcover gestaltet. Seine Werke wurden unter anderem für den Phantastikpreis SERAPH und den Deutschen Phantastikpreis nominiert.
Er ist Mitglied im Phantastik-Autoren-Netzwerk PAN.

## Preise und Nominierungen
- 2004: Platz 3 beim Deutschen Science Fiction Preis für Under the black rainbow als Bester deutschsprachiger Roman[3].
- 2008: Sieger im Kurzkrimi-Wettbewerb „Peng“ des Imperial Theaters Hamburg mit dem Stück  Jenseits von Gut und Böse.
- 2017: Longlist-Nominierung für den SERAPH Phantastikpreis in der Kategorie „Bestes Buch“ mit Die Aschestadt[4].
- 2018: Shortlist-Nominierung für den Deutschen Phantastik Preis als bester deutschsprachiger Grafiker für das Cover von Herr der Wälder[5].
- 2018: Shortlist-Nominierung für den Deutschen Phantastik Preis als bester deutschsprachiger Grafiker für das Cover von Keine Helden – Piraten des Mahlstrom[5].

## Werke

### „Faar – das versinkende Königreich“
- Die Aschestadt (Faar – Das versinkende Königreich Band 1). Amrûn Verlag, 2016, ISBN 978-3-95869256-5.
- Herr der Wälder (Faar – Novelle). Amrûn Verlag, 2017, ISBN 978-3-95869560-3.
- Blinde Wächter (Faar – Das versinkende Königreich Band 2). Amrun Verlag, 2018, ISBN 978-3-95869298-5.
- Am Seelenbrunnen (Faar – Das versinkende Königreich Band 3). Amrun Verlag, 2019, ISBN 978-3-95869378-4.

### Romane
- Under the black rainbow. Edition 42, 2003, ISBN 978-3-93579880-8.
- Rost. Epikur Verlag, 2008, ISBN 978-3-03748001-4.
- Das Erbe des Malers. BOD Verlag, 2017, ISBN 3-74-605887-2.